# Паралельне перенесення

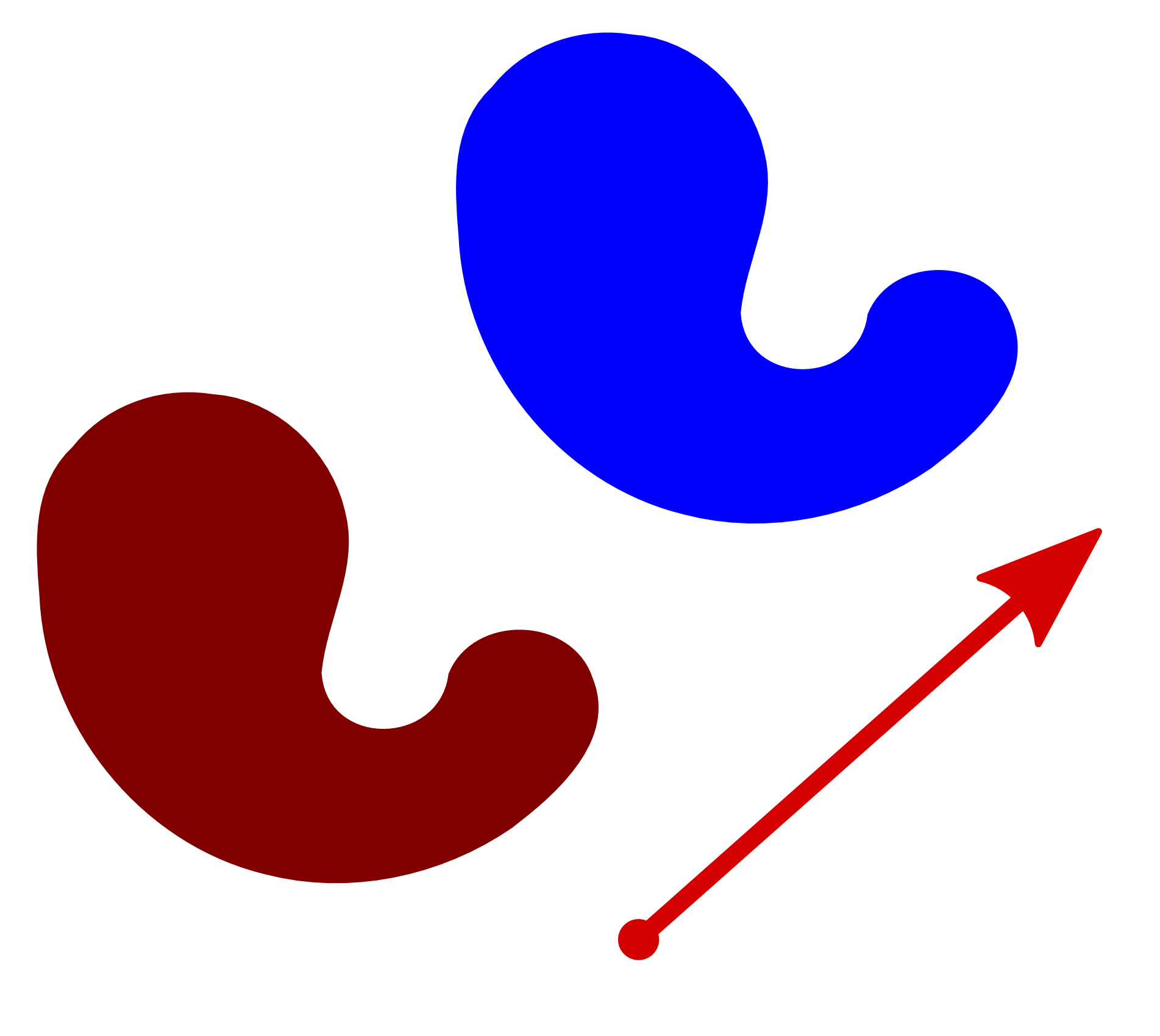
Паралельне перенесення пересуває кожну точку фігури або простору на одну і ту саму відстань в одному і тому самому напрямку.

Паралельне перенесення — окремий випадок руху, при якому всі точки простору пересуваються в одному і тому самому напрямку на одну і ту саму відстань. Інакше, якщо {\displaystyle M} початкове, а {\displaystyle M'} зміщене положення точки, тоді вектор {\displaystyle {\overrightarrow {MM'}}} один і той самий для всіх пар точок, що відповідають одна одній в даному перетворенні.
На площині паралельне перенесення виражається аналітично в прямокутній системі координат {\displaystyle (x,\;y)} за допомогою
{\displaystyle (x,\;y)\mapsto (x+a,\;y+b),}
де вектор {\displaystyle {\overrightarrow {MM'}}=(a,\;b)}.
Паралельне перенесення можна також визначити, як рух, у якого немає нерухомих точок.
Сукупність всіх паралельних перенесень утворює групу, яка в евклідовому просторі є нормальною підгрупою групи рухів, а в афінному ― нормальною підгрупою групи афінних перетворень.

## Паралельне перенесення у фізиці
У фізиці, паралельне перенесення це рух який змінює позицію об'єкта, на відміну від обертання.
Паралельне перенесення — це операція яка змінює позицію всіх точок (x, y, z) об'єкта відповідно до формули
{\displaystyle (x,y,z)\to (x+\Delta x,y+\Delta y,z+\Delta z)}
де {\displaystyle (\Delta x,\ \Delta y,\ \Delta z)} однаковий вектор для кожної точки об'єкта. Вектор {\displaystyle (\Delta x,\ \Delta y,\ \Delta z)} спільний для всіх точок об'єкта описує переміщення зазвичай відоме як лінійне переміщення, яке треба розрізняти із переміщенням, що включає обертання, яке називають кутовим переміщенням.